# LS Group
LS Group é um conglomerado sul coreano que atua em diversos ramos da economia.

## Subsidiarias
- LS Cable & System